# دریاچه ساپشو
دریاچه ساپشو (انگلیسی: Lake Sapsho) یک دریاچه در استان اسمولنسک کشور روسیه است.